# Zabagonie (Włodawa)
Zabagonie – część miasta Włodawa w Polsce położona w województwie lubelskim, w powiecie włodawskim, w gminie miejskiej Włodawa,